# Крылов, Евгений Иванович (учёный)
Евгений Иванович Крылов (1905—1980) — советский специалист в области химии редких элементов, один из основоположников Уральской редкометальной школы, профессор, заведующий кафедрой общей химии УПИ им. С. М. Кирова (1934—1939), декан химического факультета УрГУ им. А. М. Горького (1939—1941), первый декан физико-технического факультета УПИ им. С. М. Кирова (1949—1956), основатель (совместно с А. К. Шаровой, Институт химии УфАН) и заведующий кафедрой химии и технологии редких элементов, ХТРЭ (1949—1974), профессор кафедры ХТРЭ (1974—1976) Уральского политехнического института (ныне — кафедра радиохимии и прикладной экологии УрФУ).

## Биография
Родился 16 апреля 1905 года в г. Москве.
Окончил химический факультет Уральского политехнического института им. С. М. Кирова в Свердловске (1930), инженер-химик неорганик и физикохимик. Ученик профессоров С. Г. Мокрушина, О. А. Есина. Препаратор химико-технологического факультета УПИ им. С. М. Кирова (1924), доцент (1933), исполняющий обязанности заведующего кафедрой общей химии УПИ им. С. М. Кирова (1934), основатель и первый заведующий кафедрой общей химии, декан химического факультета УрГУ им. А. М. Горького (1939—1941).
Участник Великой Отечественной войны, служил в химотделе штаба 59-й армии, демобилизован в звании подполковника.
Заведующий кафедрой общей химии (1954—1949), затем первый заведующий кафедры химии и технологии редких элементов Физико-технический факультет УПИ им. С. М. Кирова (1949—1974). Кандидат химических наук (1938, без защиты диссертации), доктор химических наук, тема диссертации «Исследование соединений ниобия и тантала низших валентностей» (1961), доцент (1938), профессор (1961). Декан-организатор физико-технического факультета УПИ им. С. М. Кирова (1949—1956).
Основные направления научной работы связаны с общей, неорганической и физической химией, химией редких, рассеянных и радиоактивных элементов. Пионерские исследования сложных оксидов редких и редкоземельных элементов выполнены методами химии твёрдого тела, включая тонкий неорганический синтез, магнетохимию, квантовую химию, электрохимию. Один из основателей Уральской редкометальной школы.
Внёс вклад в учение о комплексных соединениях, впервые синтезировал новый класс соединений «ниобиевые бронзы». Подготовил 27 кандидатов наук, 7 докторов наук (Ю. В. Егоров, В. А. Шаров, Г. В. Базуев, Ф. А. Рождественский, Ю. Н. Макурин, М. Г. Зуев, В. М. Николаев). Автор более 200 публикаций. Являлся руководителем секции координационных соединений Научного совета СССР по неорганической химии.
Награждён орденами Отечественной войны II степени (04.05.1945), Трудового красного знамени (1951), 10 медалями, в том числе медаль «За боевые заслуги» и медаль «За оборону Ленинграда» (06.08.1944).
Скончался 1 августа 1980 года в Свердловске. Похоронен на Широкореченском кладбище.

## Избранные труды
- Крылов Е. И. Колеватова В. С., Самарина. Полярографическое исследование сернокислых растворов тантала и ниобия. ДАН СССР. 1954, Т.98, №4, с.593. Полярографическое исследование сернокислых растворов тантала и ниобия // ДАН СССР. — 1954. — Т. 98. — С. 593—595.
- Егоров Ю. В., Крылов Е. И., Ткаченко Е. В. К  теории  распределения микроколичеств радиоактивного стронция между гидратированными окислами и раствором // Радиохимия. — 1961. — Т. 3, № 6. — С. 654—658.
- Крылов Е. И., Ананьина А. М. Синтез и свойств гидридов тантала // ЖНХ. — 1958. — Т. 3, № 8. — С. 1727—1730.
- Крылов Е. И., Алексеев Ю. И. ЖОХ, 1954, Т.24, с.1921.  // ЖОХ. — 1954. — Т. 24. — С. 1921—1926.
- Крылов Е. И., Ананьина А. М. ЖНХ, 1958, Т.3, с.1727.  // ЖНХ. — 1958. — Т. 3. — С. 1727—1731.
- Крылов Е. И., Дмитриев И. А., Стрелина М. М. ЖНХ, 19672, Т.7, с.803.  // ЖНХ. — 1962. — Т. 7. — С. 803—807.